# ß

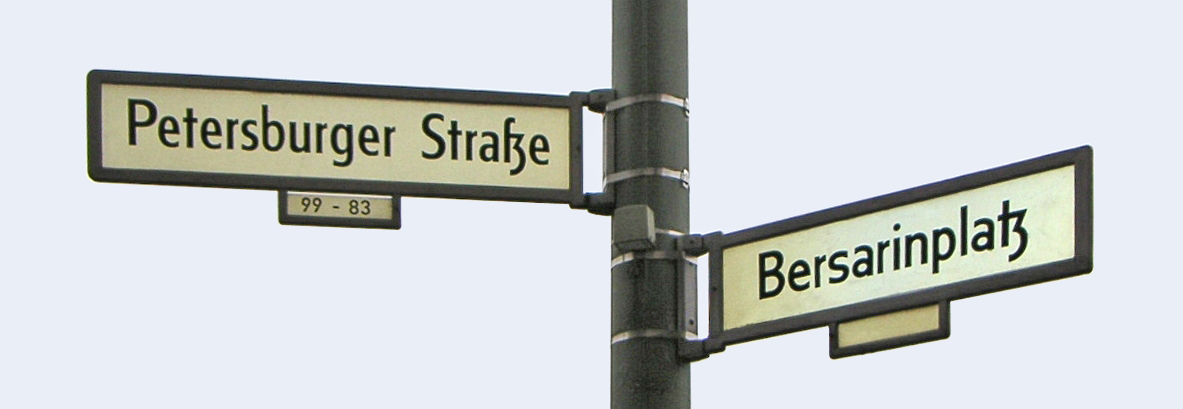
Gatunamnet Petersburger Straße i Berlin.

ß, dubbel-s eller tyskt s (tyska: Eszett; uttalas ”ess-tsett” [ɛsˈtsɛt], en sammansättning av "es" för 's' och "zett" för 'z' eller scharfes S [ˈʃɑrfəs ɛs] ”skarpt s”) är en ligatur av frakturbokstäverna ſz ("sz" i latinsk skrift, numera ersatt av "ss") som används i skriven tyska efter lång vokal samt efter diftongerna au, äu, eu och ei.  Den sorteras i alfabetet som ss. Som tecknets namn antyder är det ursprungligen en sammansättning av tyska stilens ſ (långa s) och z, på vilket sätt tecknet också ibland upplöses vid translitteration av i frakturstil tryckta verk.
ß ska inte förväxlas med den grekiska bokstaven β (beta) som har ett liknande utseende, men inget historiskt samband.

## Status och användning

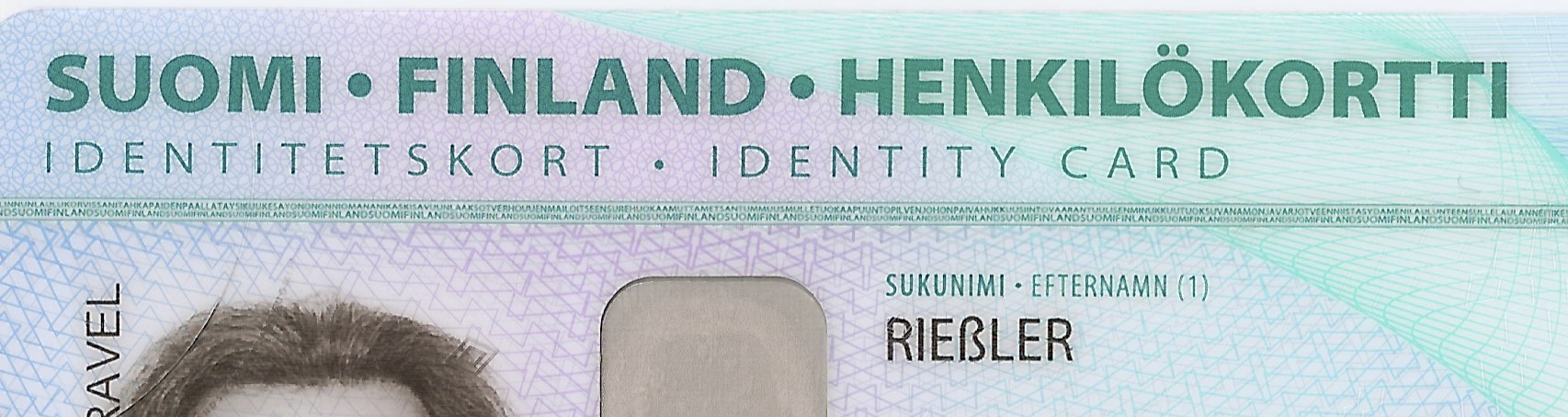
Namnet RIEẞLER (i versala) med ß på ett tvåspråkigt ID-kort från Finland

I Tyskland, Österrike och Schweiz ändrades rättskrivningsnormerna år 1996. I Tyskland och Österrike förändrades skrivreglerna så att färre ord skrevs med ß. I Schweiz har ändå användningen av ß varit sällsynt. Ligaturen har också använts i svensk text, men vanligen skrivs den om till ss i exempelvis namn i Sverige. I Finland däremot (där officiella dokument är på finska och svenska) använder myndigheterna ß som används även i medierna.
I Sverige användes ß liksom i Tyskland då man tillämpade tysk skrivstil eller fraktur, men försvann då dessa skrivsätt blev ovanliga mot slutet av 1700-talet.
Traditionellt har ß inte ansetts ha en versal variant. Flera försök har gjorts för att introducera en sådan form (ẞ), men något allmänt accepterat bruk har inte funnits förrän 2017, då Rat für deutsche Rechtschreibung beslöt att stora ẞ kan användas i stället för ”SS” eller ”SZ”, när en stor bokstav behövs. ß förekommer aldrig först i ord, och därför är det endast i rubriker med bara versaler och liknande som versalt dubbel-s kan användas.

## Datoranvändning

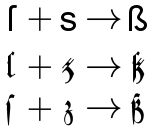
ß som ligatur av ſ och s (z i frakturstil)

I Mac OS X med svenskt tangentbord får man ß via tangentkombinationen alt+s.
(option+s)
I Windows måste man för det mesta hålla nere alt och skriva 225 eller 0223 med det numeriska tangentbordet beroende på vilken teckenuppsättning som används.
I Linux och andra unixliknande system får man ß genom att trycka AltGr + s, åtminstone med svenskt och internationellt finskt tangentbord. Den senare tangentbordsinställningen finns som standard i de flesta Linux-system och finns att få också till Windows.
Kodnumret för ß vid lagring i datorer är 223 (decimalt) eller DF (hexadecimalt) i Unicode och Latin-1. I Mac OS Roman är det A7 (hexadecimalt). I HTML kan det representeras av &szlig;.
Tecknet ẞ (versalt ß) infördes i Unicode-standarden år 2007 med nummer 1E9E (hexadecimalt). Det stöds oftast ännu inte. I den finska internationella tangentbordslayouten stöds det från 2019. Jukka Korpelas Windows-driver stöder den nya standardversionen.

## Exempel
- Fußball-Bundesliga (och Fußball)
- Großglockner
- Saßnitz som efter 1993 skrivs Sassnitz